# قوس مختلط الخطوط

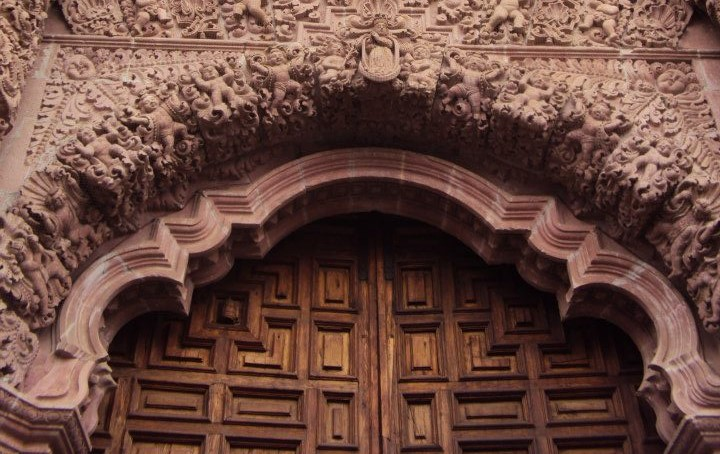
قوس مختلط الخطوط في كاتدرائية بازلكا زقرطس، في المكسيك

القوس مختلط الخطوط هو قوس زخرفي (غير هيكلي) يتكون داخله من أجزاء مستديرة ومستقيمة متصلة بزوايا، ويشبه مخططه أحيانًا الجملون المشكل .

## تاريخ
جاءت فكرة هذه الصورة الظلية إلى العمارة الأندلسية في فترة ملوك الطوائف على الأرجح من الأقواس المتشابكة حيث كانت تُستخدم أقواس مماثلة تقليديًا في الرواق، على الرغم من أن الأنواع قد تختلف من مبنى إلى آخر. كسر مهندسو المسجد الكبير في قرطبة، في نهاية القرن العاشر الميلادي، هذا التقليد بخلط أقواس حدوة الحصان والأقواس متعددة الفصوص. استلهم مبتكرو القوس متعدد الخطوط تلميحًا من هذا الترتيب (والأقواس المماثلة في مسجد باب المردوم)، مما أدى إلى إنتاج تصاميم مبكرة في الجعفرية.
كان القوس مختلط الخطوط شائعًا خلال فترة المرابطين، خلال فترة الباروكية، مع القوس المُقرنص، أيضًا.

## معرض الصور

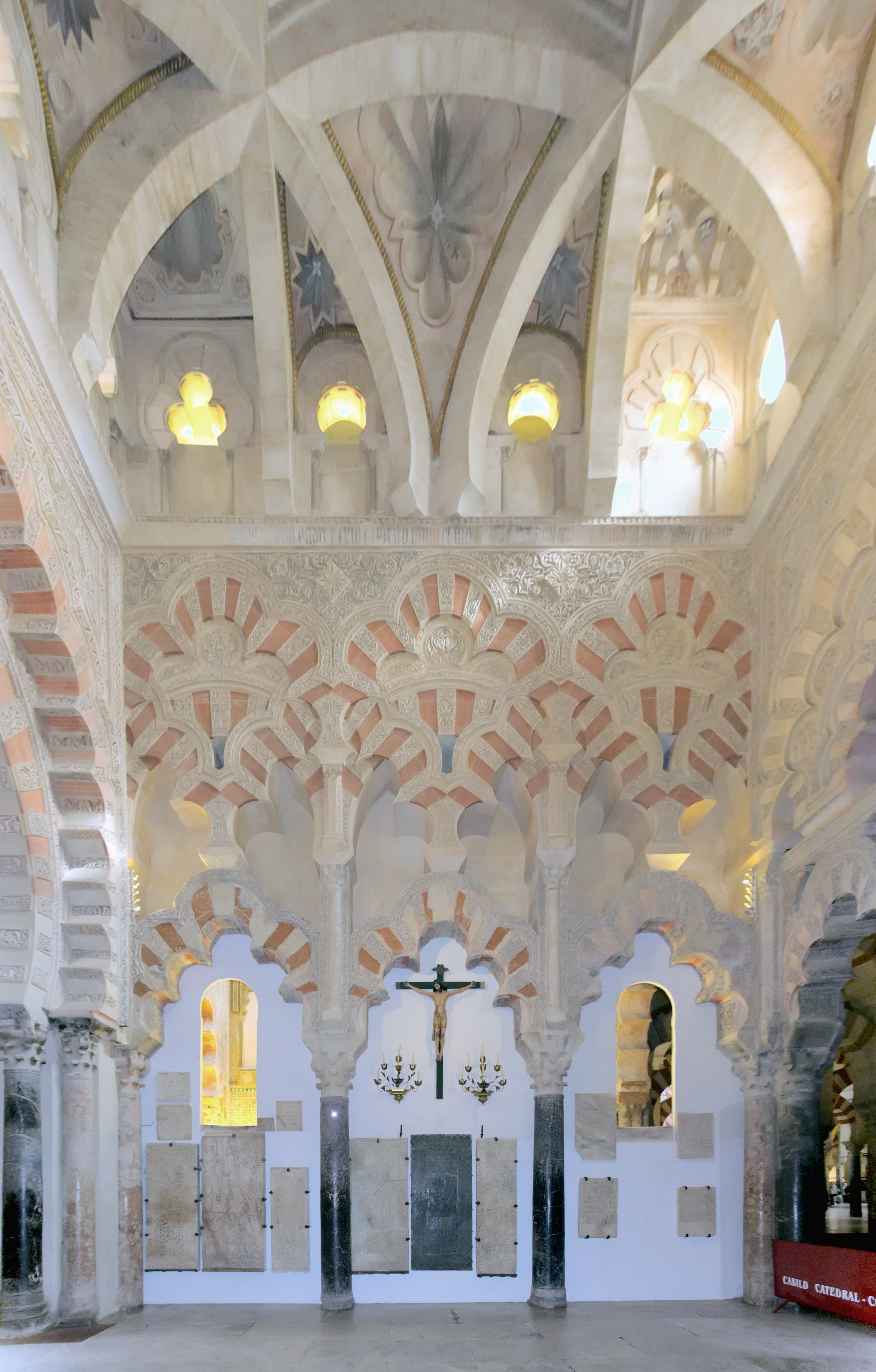
الأقواس المتشابكة في كنيسة فيلافيسيوسا
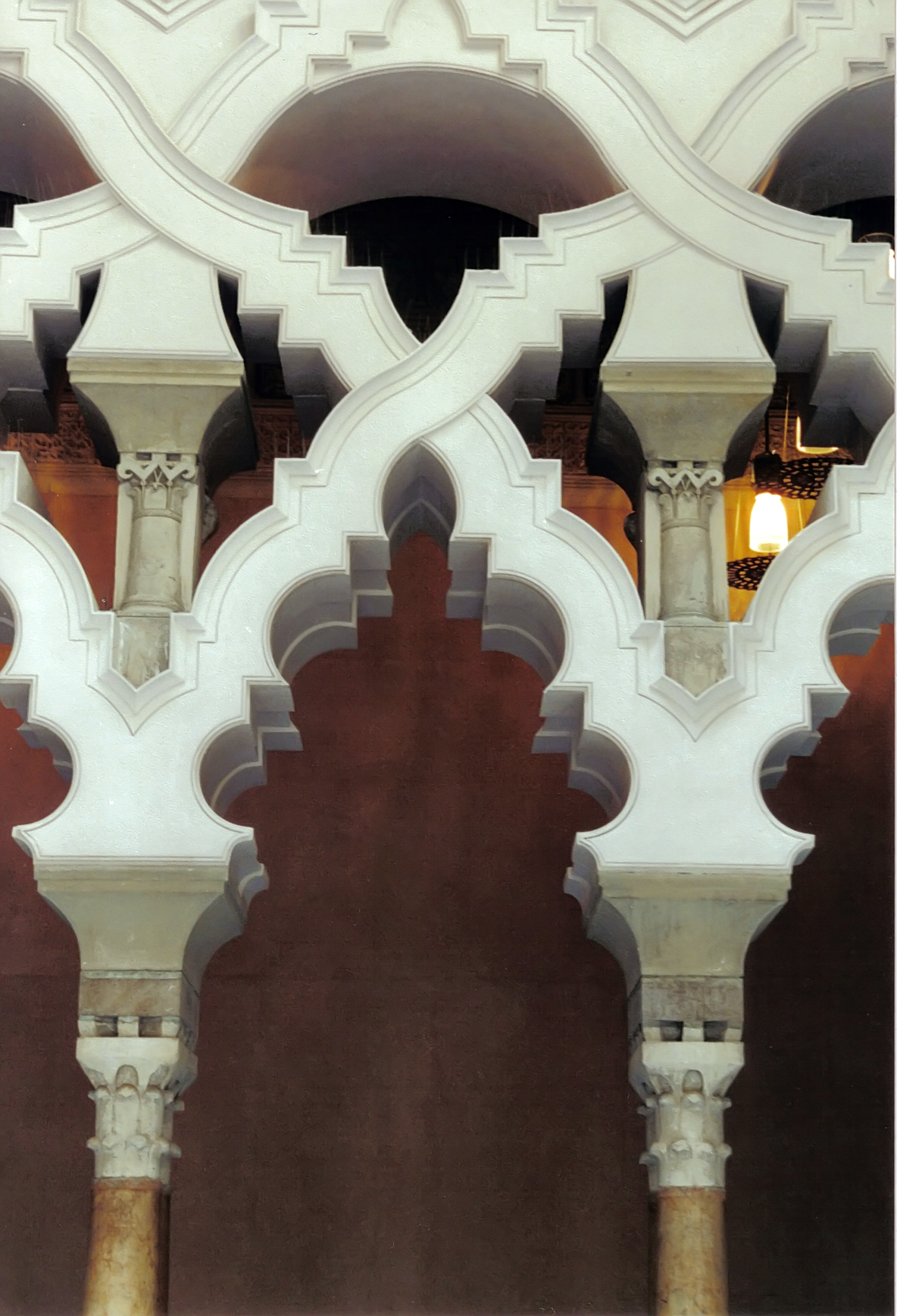
أقواس متقاطعة مختلطة الخطوط في الجعفرية